# Вангионы

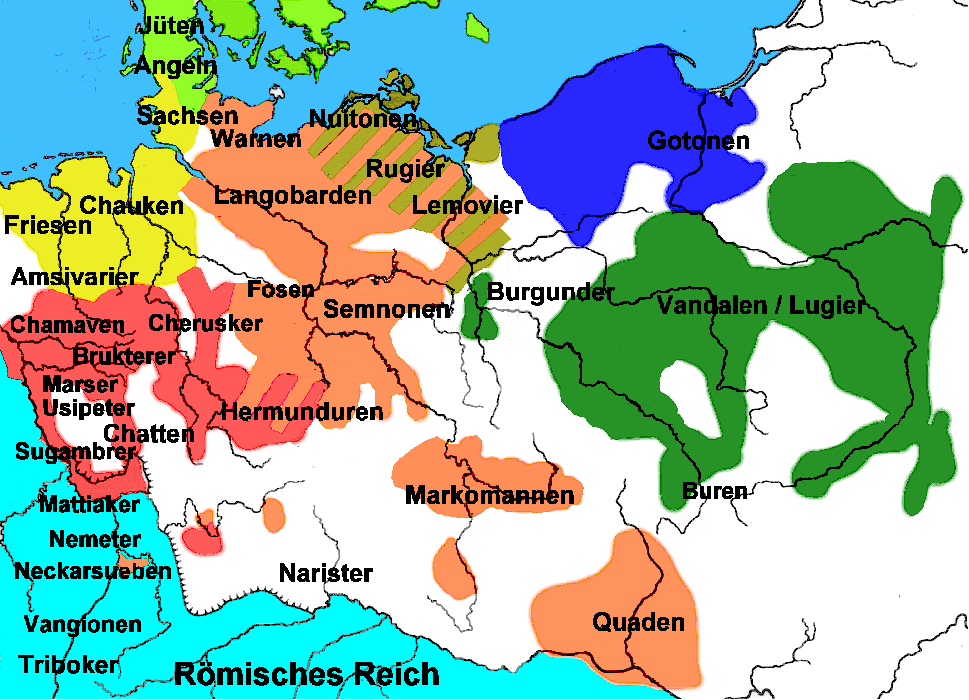
расселение германцев в континентальной Европе
в середине I века н. э.

Вангио́ны (лат. Vangiones) — древнегерманское племя. Жили по среднему течению Рейна (на правом его берегу), несколько выше впадения в него Майна. Вместе со свевами Ариовиста перешли реку Рейн в западном направлении. В 58 году до н. э. были разгромлены Цезарем и были вынуждены уйти назад. Позднее снова перешли Рейн. Во времена Тацита вангионы занимали территорию на левом берегу Рейна к северу от неметов. Главным районом расселения вангионов (лат. Civitas Vangionum) стала округа города Борбетомаг на Рейне. Аммиан Марцеллин пишет, что «самих городов они избегают, как окружённых решётками гробниц».
Вангионы были относительно рано романизированны и отряжали вспомогательные отряды в римское войско. Неизвестно, принесли ли они своё имя с собой из-за Рейна или приобрели его в своих новых поселениях на его левом берегу, что, вероятно, согласуется с его значением, производным от германского *wanga- 'поле'. Римский поэт Лукан в поэме «Фарсалия» в качестве характерной их черты называет то, что они «подражают шириной своих шаровар сарматам».
Вероятнее всего, вангионы относились к свевам.